# Calle Abad Gordillo
La calle Abad Gordillo es una vía pública de la ciudad española de Sevilla.

## Descripción
La vía discurre desde la calle Alfonso XII hasta Cardenal Cisneros, donde conecta con Miguel Cid. Honra con el título al abad Alonso Sánchez Gordillo. Aparece descrita en la Noticia histórica del origen de los nombres de las calles de esta ciudad de Sevilla (1839) de Félix González de León con las siguientes palabras:

Calle de Abad Gordillo. Está situada en el cuartel C. y pertenece á la parroquia de san Vicente. Esta calle tomó el nombre del abad de los beneficiados, y escritos de antiguedades de Sevilla Alonso Sanchez Gordillo, por haber vivido y muerto en ella, pasa desde la calle de las Armas hasta la plaza de San Vicente, es angosta y nada hay que observar.
(González de León, 1839, p. 147)